# Kawakaze (schip, 1936)
Kawakaze (Japans: 江風) was een torpedobootjager van de Shiratsuyu-klasse, die dienst deed bij de Japanse Keizerlijke Marine van 1937 tot 1943.

## Ontwerp
Kawakaze beschikte over twee turbines, die aangedreven werden door drie ketels. Dit gaf het schip een machinevermogen van 31.000kW, waarmee het een topsnelheid van 34 knopen kon behalen. Bij een vaart van 18 knopen kon het schip 7.400 kilometer afleggen.
De hoofdbewapening van het schip bestond uit vijf 127 mm kanonnen. Deze waren verdeeld over twee dubbelloopse geschuttorens en één enkelloopse. De luchtverdediging bestond uit twee maal 13,2 mm luchtafweergeschut en enkele machinegeweren. Het schip beschikte over acht 610 mm torpedobuizen en kon in totaal 24 torpedo's meenemen. Tegen onderzeeboten hadden de schepen achttien dieptebommen.

## Dienst
In 1942 heeft Kawakaze gevochten bij Tarakan, Slag in de Javazee, Midway, de Oostelijke Salomonseilanden, bij Guadalcanal, Tassafaronga en uiteindelijk bij de Slag in de Golf van Vella. Hier werd het gezonken door torpedobootjagers van de Amerikaanse marine door middel van torpedo's en kanonvuur. 169 bemanningsleden sneuvelden.